# Els Poblets
Els Poblets – gmina w Hiszpanii, w prowincji Alicante, we wspólnocie autonomicznej Walencja, o powierzchni 3,62 km². W 2011 roku liczyła 3404 mieszkańców.